# 埃拉伽巴路斯的玫瑰

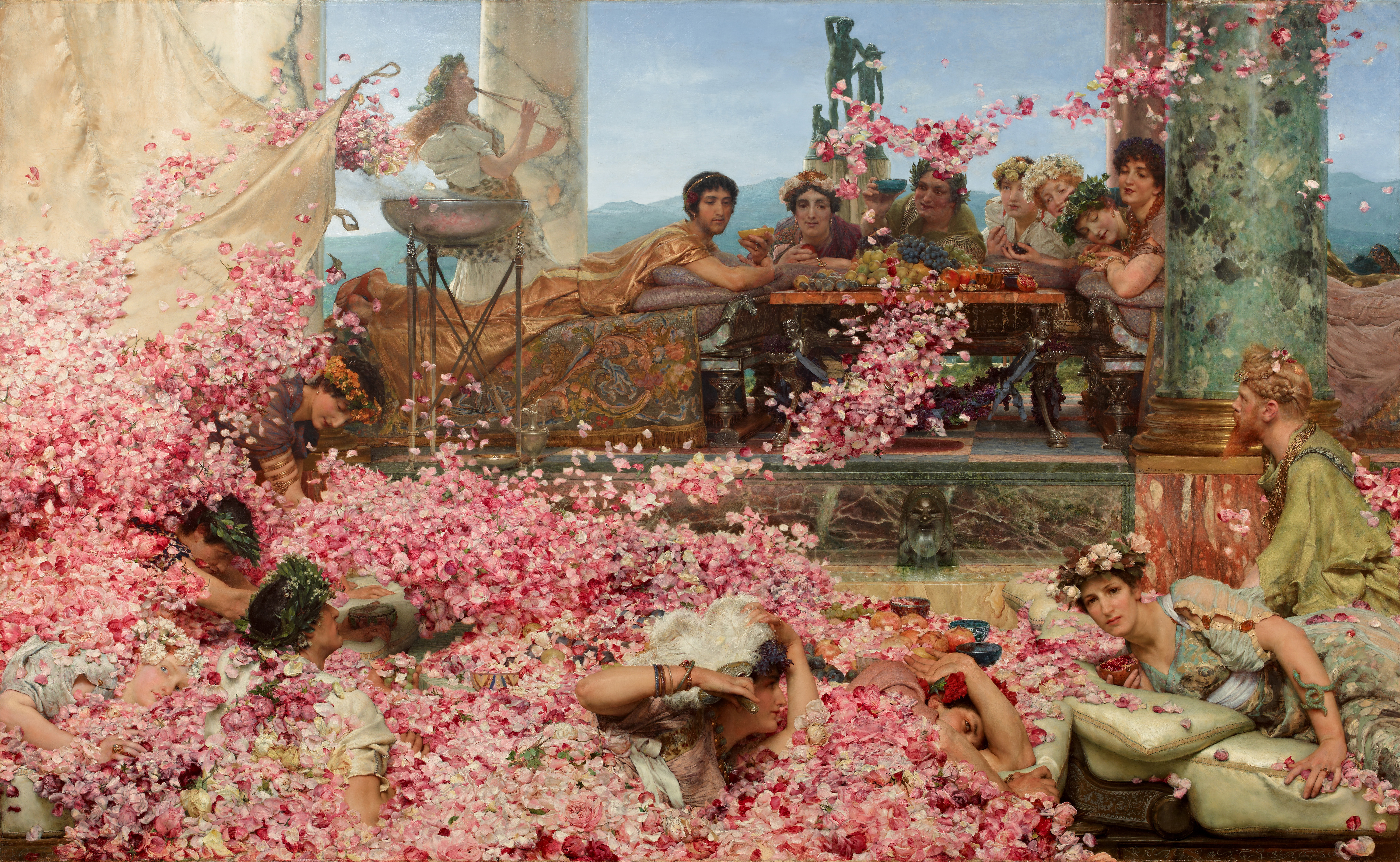
《埃拉伽巴路斯的玫瑰》

埃拉伽巴路斯的玫瑰（The Roses of Heliogabalus）是英国荷兰裔画家勞倫斯·阿爾瑪-塔德瑪的一幅布面油画，绘于1888年，尺寸为 132.7乘214.4（52.2乘84.4英寸）。画作描绘年轻的罗马皇帝埃拉伽巴路斯 (203–222 AD) 举办一场宴会，一群罗马食客在宴会上，被从天花板上飘落的粉色玫瑰花瓣所淹没。年轻的罗马皇帝埃拉伽巴路斯身穿金色丝绸长袍，头戴皇冠，与其他戴花环的客人，在他们身后的平台上观看这一奇观。。背景中，在大理石柱旁，一名身穿豹皮的女子吹奏着阿夫洛斯管，是酒神狂女迈那得斯。在远处的山前，有一尊酒神狄俄倪索斯的青铜雕像 ,以卢多维西·狄俄尼索斯为原型。